# Justinus van der Brugghen
Pour les articles homonymes, voir Vanderbruggen.
Justinus Jacob Leonard van der Brugghen, né à Nimègue le 6 août 1804 et mort à Ubbergen le 2 octobre 1863 est un avocat, un juge anti-révolutionnaire et homme d'État néerlandais. Anti-révolutionnaire, il est toutefois partisan de la tendance éthique.

## Biographie
Van der Brugghen est membre de la seconde Chambre des États généraux pour la circonscription de Zutphen et fut ministre de la justice et chef du gouvernement en 1856. Il défendit dans cette fonction une révision de la loi sur l'enseignement primaire, révision qui ne concordait pas avec les idées de son ami politique Groen van Prinsterer. À partir de ce moment, il n'a plus été considéré comme son « ami ».
En 1858, sa carrière ministérielle et sa vie politique prennent fin.

## Œuvre
- Études sur le Système pénitentiaire Irlandais - Revu après la mort de l'auteur et accompagné d'une préface et d'un appendice par Fr. De Holtzendorff - Berlin, Librairie Luederitz (A. Charisius) - La Haye, Martinus Nijhoff - 1864.